# 阿韋拉斯泰恩

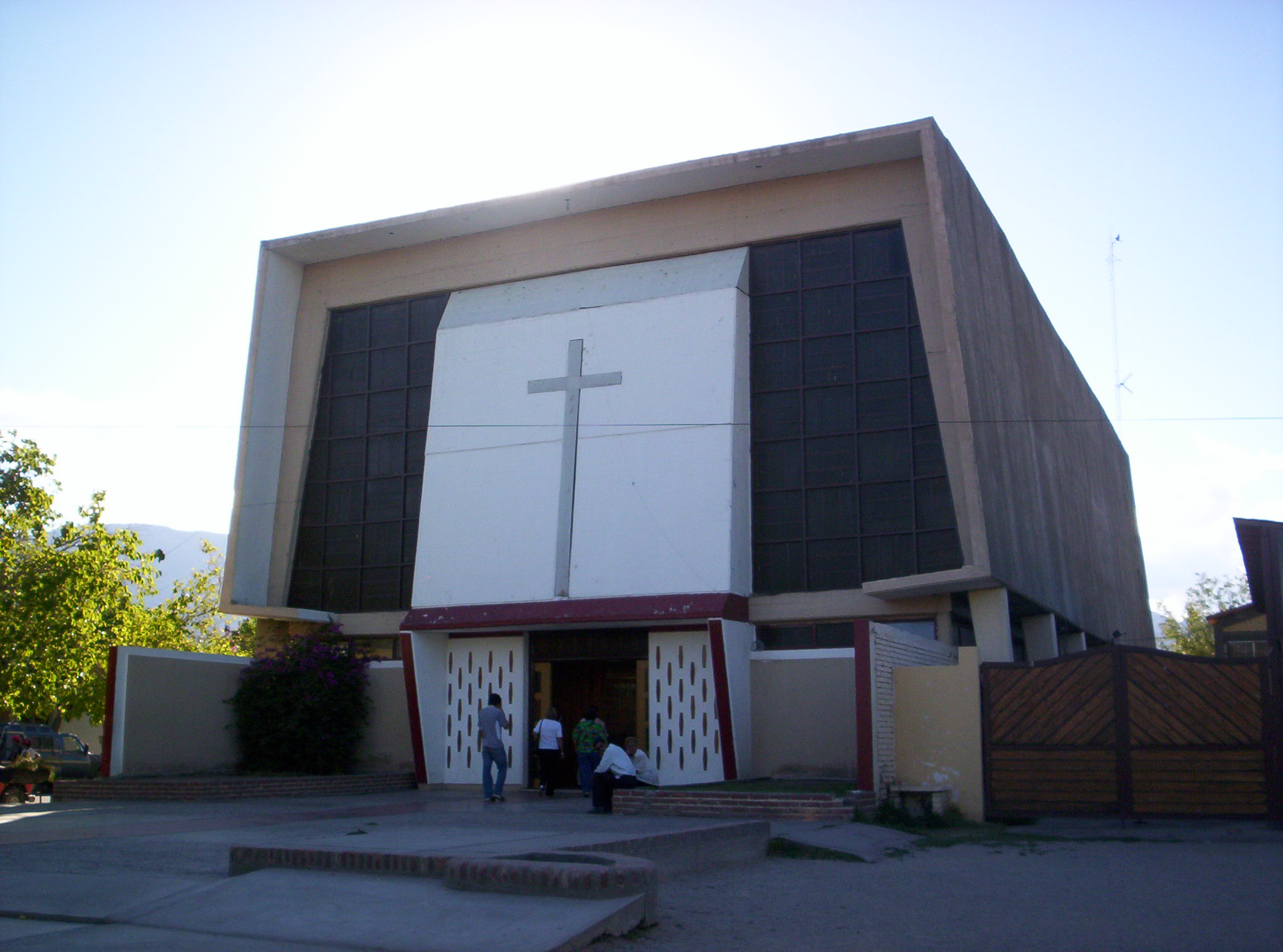

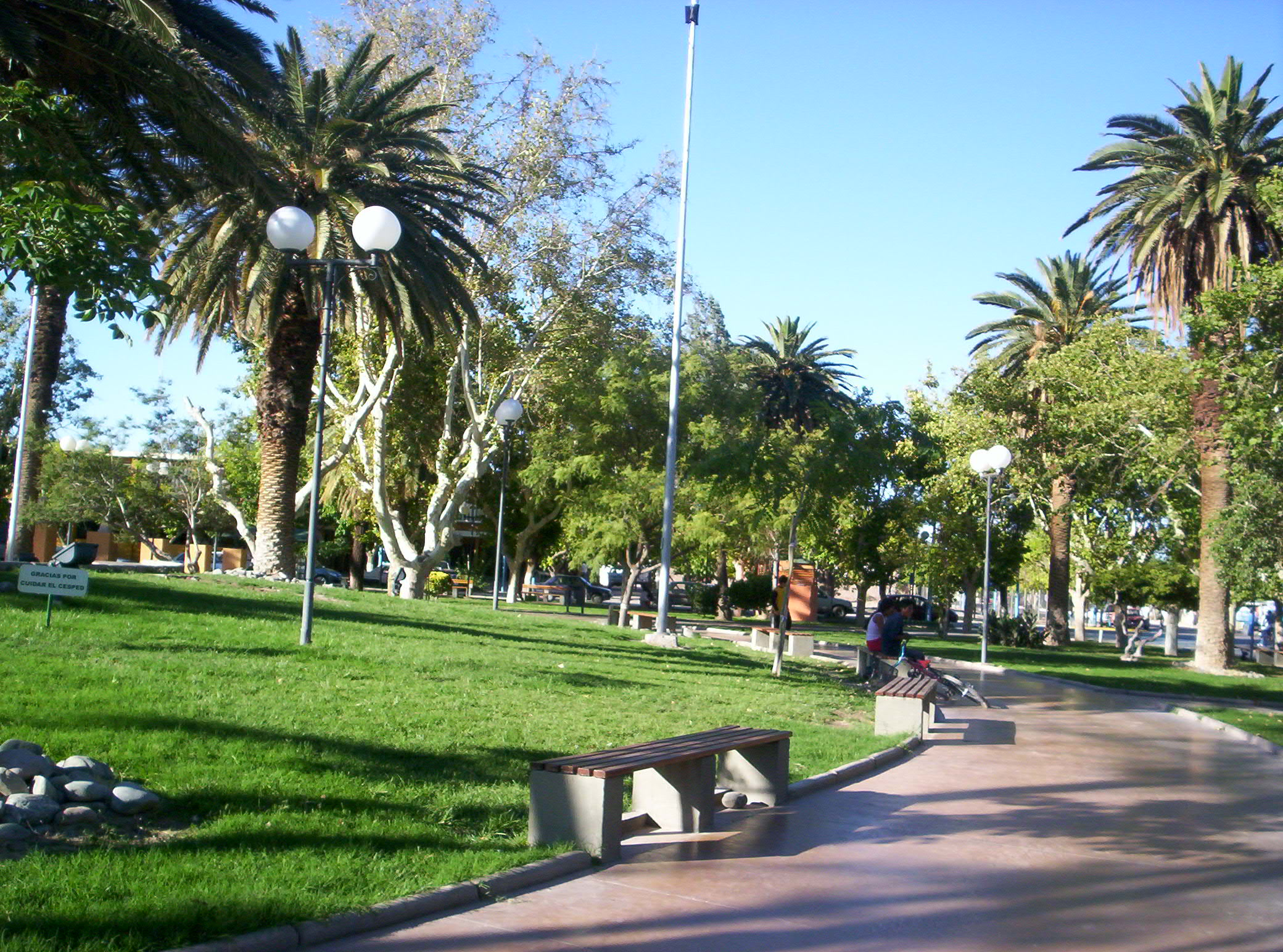

31°39′S 68°35′W / 31.650°S 68.583°W
阿韋拉斯泰恩（西班牙語：Villa Aberastain），是阿根廷的城鎮，位於該國西部聖胡安省，是波西托縣的首府，海拔高度615米，該地區的地震活動頻繁和低強度，2001年人口8,946。